# Bi-PAP

La configurazione BPAP con un ventilatore meccanico

La Bi-PAP, o ventilazione a pressione positiva continua bifasica (Bilevel Positive Airways Pressure), o BPAP, è una forma di ventilazione non invasiva che utilizza una variazione ciclica o variabile tra due diversi livelli di pressione positiva applicata alle vie aeree.
La BPAP viene utilizzata quando è necessaria una pressione positiva dell'aria con l'aggiunta di un supporto di pressione. Situazioni comuni in cui è indicato l’utilizzo della BPAP sono quelle in cui vi è difficoltà di respiro; ad esempio la polmonite, la bronco pneumopatia cronica ostruttiva, l'asma e la sclerosi laterale amiotrofica.
La BPAP si differenzia dalla pressione positiva continua (CPAP), che applica un solo livello di pressione positiva per l'aria durante tutto il ciclo respiratorio e viene utilizzato per differenti condizioni cliniche.